# Sportverein Stuttgarter Kickers 1983-1984
Questa voce raccoglie le informazioni riguardanti lo Sportverein Stuttgarter Kickers nelle competizioni ufficiali della stagione 1983-1984.

## Stagione
Nella stagione 1983-1984 il Stuttgarter Kickers, allenato da Horst Buhtz, concluse il campionato di 2. Bundesliga al 8º posto. In Coppa di Germania il Stuttgarter Kickers fu eliminato al secondo turno dal Bocholt.

## Rosa
| N. |                        | Ruolo | Calciatore        |
| -- | ---------------------- | ----- | ----------------- |
|    | Polonia (bandiera)     | P     | Waldemar Cimander |
|    | Germania (bandiera)    | P     | Paul Hesselbach   |
|    | Germania (bandiera)    | P     | Rolf Lübke        |
|    | Germania (bandiera)    | D     | Rainer Ackermann  |
|    | Rep. Ceca (bandiera)   | D     | Bohumil Augustin  |
|    | Germania (bandiera)    | D     | Dieter Finke      |
|    | Germania (bandiera)    | D     | Ralf Forster      |
|    | Germania (bandiera)    | D     | Joachim Müller    |
|    | Germania (bandiera)    | C     | Egon Flad         |
|    | Inghilterra (bandiera) | C     | Peter Hobday      |
|    | Germania (bandiera)    | C     | Dietmar Hohn      |

| N. |                     | Ruolo | Calciatore        |
| -- | ------------------- | ----- | ----------------- |
|    | Germania (bandiera) | C     | Arthur Jeske      |
|    | Germania (bandiera) | C     | Eckehard Müller   |
|    | Germania (bandiera) | C     | Horst Raubold     |
|    | Germania (bandiera) | C     | Bernd Schindler   |
|    | Germania (bandiera) | C     | Martin Wiesner    |
|    | Germania (bandiera) | A     | Volker Beck       |
|    | Germania (bandiera) | A     | Dieter Dannenberg |
|    | Germania (bandiera) | A     | Jürgen Klinsmann  |
|    | Germania (bandiera) | A     | Andreas Merkle    |
|    | Germania (bandiera) | A     | Ralf Vollmer      |

## Organigramma societario
Area tecnica
- Allenatore: Horst Buhtz
- Allenatore in seconda:
- Preparatore dei portieri:
- Preparatori atletici:

## Calciomercato

### Sessione estiva
| Acquisti | Acquisti          | Acquisti            | Acquisti |
| R.       | Nome              | da                  | Modalità |
| -------- | ----------------- | ------------------- | -------- |
| D        | Bohumil Augustin  | Zbrojovka Brno      |          |
| A        | Volker Beck       | Sandhausen          |          |
| A        | Dieter Dannenberg | Paderborn           |          |
| C        | Egon Flad         | Stoccarda II        |          |
| P        | Paul Hesselbach   | Paderborn           |          |
| C        | Peter Hobday      | Paderborn           |          |
| C        | Arthur Jeske      | Stoccarda           |          |
| C        | Horst Raubold     | Union Solingen      |          |
| C        | Bernd Schindler   | FC-Astoria Walldorf |          |
| C        | Martin Wiesner    | Karlsruhe           |          |

| Cessioni | Cessioni          | Cessioni             | Cessioni |
| R.       | Nome              | a                    | Modalità |
| -------- | ----------------- | -------------------- | -------- |
| D        | Guido Buchwald    | Stoccarda            |          |
| C        | Wolfgang Dienelt  | Rastatt 04           |          |
| A        | Uwe Dreher        | Basilea              |          |
| D        | Markus Groß       | Göppinger SV         |          |
| P        | Herbert Heider    | Norimberga           |          |
| A        | Klaus-Dieter Jank | Laval                |          |
| D        | Friedhelm Sturm   | Alemannia Aquisgrana |          |
| A        | Siegfried Susser  | Strasburgo           |          |
| A        | Klaus Täuber      | Schalke 04           |          |

### Sessione invernale
| Acquisti | Acquisti | Acquisti | Acquisti |
| R.       | Nome     | da       | Modalità |
| -------- | -------- | -------- | -------- |

| Cessioni | Cessioni | Cessioni | Cessioni |
| R.       | Nome     | a        | Modalità |
| -------- | -------- | -------- | -------- |

## Risultati

### 2. Bundesliga

#### Girone di andata
| Arbitro: | Scheuerer |

|                                        |           |  |
| Cestonaro 13’ Traser 24’ Deuerling 90’ | Marcatori |  |

| Stoccarda 10 agosto 1983, ore 19:30 CEST 2ª giornata | Kickers Stoccarda | 0 – 0 referto | Schalke 04 | Kickers-Stadion (8 000 spett.)\| Arbitro: \| Wiesel \| |
| Arbitro:                                             | Wiesel            |               |            |                                                        |

| Arbitro: | Broska |

|                      |           |  |
| Heinle 2’ Kohnle 65’ | Marcatori |  |

| Arbitro: | Matheis |

|                          |           |                                |
| Klinsmann 34’ Merkle 76’ | Marcatori | 43’ Pontzen 49’ (aut.) Forster |

| Arbitro: | Puchalski |

|                      |           |                       |
| Wirtz 28’ Wessel 90’ | Marcatori | 8’ Klinsmann 42’ Hohn |

| Arbitro: | Ahlenfelder |

|  |           |                                  |
|  | Marcatori | 38’ Ehrmantraut 89’ (rig.) Glöde |

| Arbitro: | Reinstädtler |

|                |           |                 |
| Beike 53’, 87’ | Marcatori | 62’, 83’ Hobday |

| Arbitro: | Dellwing |

|                                    |           |         |
| Klinsmann 24’ Merkle 36’ Jeske 79’ | Marcatori | 34’ Lay |

| Arbitro: | Puchalski |

|                             |           |              |
| Wöhrlin 1’ (rig.) Briem 74’ | Marcatori | 8’ Klinsmann |

| Arbitro: | Risse |

|                                  |           |                                |
| Klinsmann 32’ (rig.) Wiesner 57’ | Marcatori | 6’, 44’ Günther 83’ Kleppinger |

| Arbitro: | Osmers |

|                                             |           |                    |
| Kramer 13’ Kügler 38’, 80’ Džoni 73’ (rig.) | Marcatori | 54’, 72’ Klinsmann |

| Arbitro: | Diekert |

|                      |           |                       |
| Klinsmann 55’ (rig.) | Marcatori | 60’ Poqué 83’ Rombach |

| Arbitro: | Kasperowski |

|                                  |           |  |
| Guðlaugsson 23’ Hinterberger 25’ | Marcatori |  |

| Arbitro: | Schäfer |

|               |           |  |
| Klinsmann 87’ | Marcatori |  |

| Arbitro: | Wuttke |

|                                 |           |         |
| Gaedke 56’ (rig.) Hanschitz 71’ | Marcatori | 7’ Beck |

| Arbitro: | Eli |

|                                                                |           |  |
| Klinsmann 32’ (rig.), 63’ Hobday 38’ Dannenberg 48’ Merkle 86’ | Marcatori |  |

| Arbitro: | Vasel |

|                          |           |           |
| Flad 34’ Merkle 75’, 84’ | Marcatori | 21’ Brune |

| Arbitro: | Barnick |

|            |           |           |
| Dauber 52’ | Marcatori | 48’ Jeske |

| Arbitro: | Boos |

|            |           |                  |
| Hobday 78’ | Marcatori | 50’ (rig.) Jambo |

#### Girone di ritorno
| Arbitro: | Heitmann |

|                         |           |  |
| Freudenstein 15’ (aut.) | Marcatori |  |

| Arbitro: | Meijerink |

|                        |           |           |
| Abramczik 16’ Thon 58’ | Marcatori | 71’ Jeske |

| Arbitro: | Matheis |

|            |           |  |
| Merkle 77’ | Marcatori |  |

| Arbitro: | Uhlig |

|             |           |                         |
| Schäfer 53’ | Marcatori | 8’ Hobday 41’ Klinsmann |

| Arbitro: | Bruch |

|               |           |                    |
| Klinsmann 24’ | Marcatori | 23’ (rig.) Lehmann |

| Arbitro: | Schütte |

|             |           |  |
| Schmitz 18’ | Marcatori |  |

| Arbitro: | Puchalski |

|                           |           |              |
| Klinsmann 78’ Forster 86’ | Marcatori | 84’ Hartmann |

| Arbitro: | Hontheim |

|               |           |            |
| Wohlfarth 57’ | Marcatori | 48’ Merkle |

| Arbitro: | Broska |

|                           |           |               |
| Wiesner 31’ Klinsmann 35’ | Marcatori | 86’ Stächelin |

| Arbitro: | Schmidhuber |

|             |           |               |
| Günther 89’ | Marcatori | 53’ Klinsmann |

| Stoccarda 7 aprile 1984, ore 15:00 CEST 30ª giornata | Kickers Stoccarda | 0 – 0 referto | Wattenscheid 09 | Kickers-Stadion (3 500 spett.)\| Arbitro: \| Zimmermann \| |
| Arbitro:                                             | Zimmermann        |               |                 |                                                            |

| Arbitro: | Huster |

|  |           |            |
|  | Marcatori | 59’ Hobday |

| Arbitro: | Diekert |

|                                          |           |              |
| Merkle 11’, 88’ Klinsmann 44’ Müller 76’ | Marcatori | 17’ Grabosch |

| Arbitro: | Wiesel |

|            |           |            |
| Richter 5’ | Marcatori | 90’ Merkle |

| Arbitro: | Thul |

|               |           |  |
| Klinsmann 17’ | Marcatori |  |

| Arbitro: | Föckler |

|                                               |           |                          |
| Kuhl 21’, 80’ Sánchez 49’ Hahn 72’ Dohmen 84’ | Marcatori | 65’ Merkle 85’ Klinsmann |

| Arbitro: | Michel |

|  |           |                                |
|  | Marcatori | 62’ (rig.) Flad 81’ Dannenberg |

| Arbitro: | Horeis |

|            |           |            |
| Merkle 79’ | Marcatori | 43’ Funkel |

| Arbitro: | Schütte |

|                                             |           |                                |
| Kruszyński 45’ Laohakul 59’ Hönnscheidt 62’ | Marcatori | 77’ Beck 82’ Vollmer 87’ Jeske |

### Coppa di Germania
| Arbitro: | Heinen |

|            |           |                                   |
| Lellek 84’ | Marcatori | 72’ Merkle 75’ Klinsmann 88’ Flad |

| Arbitro: | Stark |

|                                   |           |               |
| Schulz 42’ (rig.) Ricken 78’, 80’ | Marcatori | 40’ Klinsmann |

## Statistiche

### Statistiche di squadra
| Competizione      | Punti | In casa | In casa | In casa | In casa | In casa | In casa | In trasferta | In trasferta | In trasferta | In trasferta | In trasferta | In trasferta | Totale | Totale | Totale | Totale | Totale | Totale | DR |
| Competizione      | Punti | G       | V       | N       | P       | Gf      | Gs      | G            | V            | N            | P            | Gf           | Gs           | G      | V      | N      | P      | Gf     | Gs     | DR |
| ----------------- | ----- | ------- | ------- | ------- | ------- | ------- | ------- | ------------ | ------------ | ------------ | ------------ | ------------ | ------------ | ------ | ------ | ------ | ------ | ------ | ------ | -- |
| 2. Bundesliga     | 39    | 19      | 10      | 6       | 3       | 31      | 17      | 19           | 3            | 7            | 9            | 23           | 35           | 38     | 13     | 13     | 12     | 54     | 52     | +2 |
| Coppa di Germania | -     | 0       | 0       | 0       | 0       | 0       | 0       | 2            | 1            | 0            | 1            | 4            | 4            | 2      | 1      | 0      | 1      | 4      | 4      | 0  |
| Totale            | 39    | 19      | 10      | 6       | 3       | 31      | 17      | 21           | 4            | 7            | 10           | 27           | 39           | 40     | 14     | 13     | 13     | 58     | 56     | +2 |

### Andamento in campionato
| Giornata  | 1  | 2  | 3  | 4  | 5  | 6  | 7  | 8  | 9  | 10 | 11 | 12 | 13 | 14 | 15 | 16 | 17 | 18 | 19 | 20 | 21 | 22 | 23 | 24 | 25 | 26 | 27 | 28 | 29 | 30 | 31 | 32 | 33 | 34 | 35 | 36 | 37 | 38 |
| --------- | -- | -- | -- | -- | -- | -- | -- | -- | -- | -- | -- | -- | -- | -- | -- | -- | -- | -- | -- | -- | -- | -- | -- | -- | -- | -- | -- | -- | -- | -- | -- | -- | -- | -- | -- | -- | -- | -- |
| Luogo     | T  | C  | T  | C  | T  | C  | T  | C  | T  | C  | T  | C  | T  | C  | T  | C  | C  | T  | C  | C  | T  | C  | T  | C  | T  | C  | T  | C  | T  | C  | T  | C  | T  | C  | T  | T  | C  | T  |
| Risultato | P  | N  | P  | N  | N  | P  | N  | V  | P  | P  | P  | P  | P  | V  | P  | V  | V  | N  | N  | V  | P  | V  | V  | N  | P  | V  | N  | V  | N  | N  | V  | V  | N  | V  | P  | V  | N  | N  |
| Posizione | 18 | 17 | 19 | 19 | 18 | 19 | 19 | 14 | 17 | 19 | 20 | 20 | 20 | 20 | 20 | 19 | 16 | 15 | 15 | 14 | 15 | 13 | 13 | 13 | 15 | 12 | 14 | 12 | 10 | 12 | 10 | 10 | 10 | 10 | 11 | 10 | 8  | 8  |

Legenda:

Luogo: C = Casa; T = Trasferta. Risultato: V = Vittoria; N = Pareggio; P = Sconfitta.

### Statistiche dei giocatori
| Giocatore     | 2. Bundesliga | 2. Bundesliga | 2. Bundesliga | 2. Bundesliga | Coppa di Germania | Coppa di Germania | Coppa di Germania | Coppa di Germania | Totale   | Totale | Totale      | Totale     |
| Giocatore     | Presenze      | Reti          | Ammonizioni   | Espulsioni    | Presenze          | Reti              | Ammonizioni       | Espulsioni        | Presenze | Reti   | Ammonizioni | Espulsioni |
| ------------- | ------------- | ------------- | ------------- | ------------- | ----------------- | ----------------- | ----------------- | ----------------- | -------- | ------ | ----------- | ---------- |
| R. Ackermann  | 25            | 0             | 2             | 0             | 2                 | 0                 | 0                 | 0                 | 27       | 0      | 2           | 0          |
| B. Augustin   | 3             | 0             | 2             | 0             | 0                 | 0                 | 0                 | 0                 | 3        | 0      | 2           | 0          |
| V. Beck       | 15            | 2             | 1             | 0             | 0                 | 0                 | 0                 | 0                 | 15       | 2      | 1           | 0          |
| W. Cimander   | 28            | 0             | 0             | 0             | 1                 | 0                 | 0                 | 0                 | 29       | 0      | 0           | 0          |
| D. Dannenberg | 12            | 2             | 0             | 0             | 0                 | 0                 | 0                 | 0                 | 12       | 2      | 0           | 0          |
| D. Finke      | 36            | 0             | 4             | 0             | 2                 | 0                 | 0                 | 0                 | 38       | 0      | 4           | 0          |
| E. Flad       | 25            | 2             | 5             | 0             | 2                 | 1                 | 0                 | 0                 | 27       | 3      | 5           | 0          |
| R. Forster    | 19            | 1             | 1             | 0             | 1                 | 0                 | 0                 | 0                 | 20       | 1      | 1           | 0          |
| P. Hesselbach | 10            | 0             | 0             | 0             | 1                 | 0                 | 0                 | 0                 | 11       | 0      | 0           | 0          |
| P. Hobday     | 32            | 6             | 9             | 0             | 1                 | 0                 | 0                 | 0                 | 33       | 6      | 9           | 0          |
| D. Hohn       | 3             | 1             | 0             | 0             | 1                 | 0                 | 0                 | 0                 | 4        | 1      | 0           | 0          |
| A. Jeske      | 35            | 4             | 9             | 0             | 2                 | 0                 | 0                 | 0                 | 37       | 4      | 9           | 0          |
| J. Klinsmann  | 35            | 19            | 5             | 0             | 2                 | 2                 | 0                 | 0                 | 37       | 21     | 5           | 0          |
| R. Lübke      | 0             | 0             | 0             | 0             | 0                 | 0                 | 0                 | 0                 | 0        | 0      | 0           | 0          |
| A. Merkle     | 35            | 12            | 2             | 0             | 2                 | 1                 | 1                 | 0                 | 37       | 13     | 3           | 0          |
| E. Müller     | 33            | 0             | 3             | 1             | 2                 | 0                 | 0                 | 0                 | 35       | 0      | 3           | 1          |
| J. Müller     | 8             | 1             | 2             | 0             | 0                 | 0                 | 0                 | 0                 | 8        | 1      | 2           | 0          |
| H. Raubold    | 30            | 0             | 4             | 0             | 1                 | 0                 | 1                 | 0                 | 31       | 0      | 5           | 0          |
| B. Schindler  | 28            | 0             | 2             | 0             | 2                 | 0                 | 0                 | 0                 | 30       | 0      | 2           | 0          |
| R. Vollmer    | 16            | 1             | 0             | 0             | 0                 | 0                 | 0                 | 0                 | 16       | 1      | 0           | 0          |
| M. Wiesner    | 34            | 2             | 4             | 0             | 2                 | 0                 | 1                 | 0                 | 36       | 2      | 5           | 0          |